# Schwedischer Fußballpokal der Männer 2002
Der schwedische Fußballpokal 2002 (auch Svenska Cupen 2002 genannt) war die 47. Austragung des Fußballpokalwettbewerbs der Männer. Die 1. Runde begann am 1. April 2002. Das Finale fand am 9. November 2002 im Råsundastadion von Solna statt. Titelverteidiger war IF Elfsborg.
Pokalsieger wurde Djurgårdens IF. Das Team setzte sich im Finale mit 1:0 nach Golden Goal gegen AIK Solna durch. Da Djurgårdens durch den Gewinn der Meisterschaft für die 2. Qualifikationsrunde der UEFA Champions League 2003/04 qualifiziert war, ging der Platz für den UEFA-Pokal an den unterlegenen Finalisten.

## Modus
Alle Begegnungen wurden im K.-o.-System ausgetragen. Bei unentschiedenem Ausgang gab es eine Verlängerung von maximal zweimal 15 Minuten. Wurde hier ein Treffer erzielt, trat die Golden-Goal-Regel in Kraft und das Spiel war entschieden. Ansonsten wurde das Spiel anschließend im Elfmeterschießen entschieden. In der 1. Runde traten 64 Mannschaften der dritten Spielklasse oder darunter gegeneinander an. In der 2. Runde wurde den Mannschaften der Allsvenskan bzw. Superettan jeweils ein Sieger der 1. Runde zugelost.

## Teilnehmer
| Fotbollsallsvenskan (14) (Level 1) | Fotbollsallsvenskan (14) (Level 1) | Superettan (16) (Level 2) | Superettan (16) (Level 2)                                                                                             |
| --- | --- | --- | --- |
| - Djurgårdens IF - IF Elfsborg - IFK Göteborg - BK Häcken - Hammarby IF - Halmstads BK - Helsingborgs IF | - Malmö FF - IFK Norrköping - AIK Solna - GIF Sundsvall - Trelleborgs FF - Örebro SK - Örgryte IS                                                                                     | - Assyriska FF - IK Brage - FC Café Opera - Enköpings SK - GAIS Göteborg - Gefle IF - Kalmar FF - Landskrona BoIS                              | - IFK Malmö - Mjällby AIF - Motala AIF - Östers IF - IF Sylvia - Umeå FC - Västerås SK - Västra Frölunda IF           |
| Division 2 (25) (Level 3) | Division 2 (25) (Level 3) | Division 3 (17) (Level 4) | Division 3 (17) (Level 4)                                                                                             |
| - Ängelholms FF - Bodens BK - IF Brommapojkarna - Degerfors IF - Eskilstuna City FK - BK Forward - Friska Viljor FC - Gunnilse IS - Högaborgs BK - Höllvikens GIF - Husqvarna FF - IFK Ölme - Östersunds FK | - Robertsfors IK - Sandvikens IF - Spårvägens FF - Syrianska FC - Tidaholms GoIF - IK Tord - Vallentuna BK - Värtans IK - Väsby IK - Visby IF Gute - IF Vindhemspojkarna - Ytterby IS | - Askims IK - Bollstanäs SK - Carlstad United BK - Gamla Upsala SK - Gerdskens BK - IFK Hässleholm - Holmalunds IF - Kulladals FF - Lucksta IF | - Lundens AIS - Morön BK - IK Oddevold - Skiljebo SK - Svendala IF - Ulvåkers IF - Vara SK - Essinge International FK |
| Division 4 (17) (Level 5) | Division 4 (17) (Level 5) | Division 5 (6) (Level 6) | Division 6 (3) (Level 7)                                                                                              |
| - AIK Atlas - Brämhults IK - Bunkeflo IF - IK Fyris - Habo IF - Kvarnsvedens IK - IF Lödde - Målilla GoIF - Mariestads BK                                                                                   | - Melleruds IF - IFK Motala - Myresjö IF - Snöstorp Nyhem FF - IFK Tumbas FK - KF Velebit - Vivalla-Lundby IF - BK Zeros                                                              | - Bankeryds SK - Krylbo IF - Oskarström IS - Stavstens IF - Tillberga IK - Viksjöfors IF                                                       | - VoIF Diana - Frinnaryds IF - Östra Ryds IF                                                                          |

## 1. Runde
Teilnehmer: 26 Vereine der Division 2, 17 Vereine der Division 3, 16 Vereine der Division 4, sechs Vereine der Division 5 und drei Vereine der Division 6. In der Klammer ist die jeweilige Ligaebene angegeben, in der der Verein in der Saison 2001 spielte.
| Datum      |                           | Ergebnis              |                               |
| ---------- | ------------------------- | --------------------- | ----------------------------- |
| 01.04.2002 | Friska Viljor FC (III)    | 4:0                   | Robertsfors IK (III)          |
| 10.04.2002 | Bollstanäs SK (IV)        | 1:2                   | Syrianska FC (III)            |
| 13.04.2002 | IK Fyris (V)              | 0:2                   | Essinge International FK (IV) |
| 13.04.2002 | Gamla Upsala SK (IV)      | 2:1                   | Vallentuna BK (III)           |
| 13.04.2002 | Kvarnsvedens IK (V)       | 0:2                   | Skiljebo SK (IV)              |
| 13.04.2002 | Bunkeflo IF (V)           | 1:0                   | Högaborgs BK (III)            |
| 13.04.2002 | Habo IF (V)               | 1:3                   | Lundens AIS (IV)              |
| 13.04.2002 | Holmalunds IF (IV)        | 0:1                   | IK Oddevold (IV)              |
| 13.04.2002 | VoIF Diana (VII)          | 0:8                   | BK Forward (III)              |
| 13.04.2002 | IF Lödde (V)              | 0:2                   | IFK Hässleholm (IV)           |
| 13.04.2002 | AIK Atlas (V)             | 0:3                   | Myresjö IF (V)                |
| 13.04.2002 | Stavstens IF (VI)         | 5:2                   | Kulladals FF (IV)             |
| 13.04.2002 | Snöstorp Nyhem FF (V)     | 2:1                   | Höllvikens GIF (III)          |
| 13.04.2002 | Frinnaryds IF (VII)       | 2:5                   | IFK Motala AIF (V)            |
| 13.04.2002 | Oskarström IS (VI)        | 5:0                   | Brämhults IK (V)              |
| 13.04.2002 | Gunnilse IS (III)         | 2:0                   | IK Tord (III)                 |
| 13.04.2002 | Gerdskens BK (IV)         | 1:0                   | Askims IK (IV)                |
| 13.04.2002 | Mariestads BK (V)         | 1:2                   | Husqvarna FF (III)            |
| 13.04.2002 | Melleruds IF (V)          | 1:0                   | Vara SK (IV)                  |
| 13.04.2002 | Ulvåkers IF (IV)          | 2:3                   | Degerfors IF (III)            |
| 13.04.2002 | KF Velebit (V)            | 0:2                   | Tidaholms GoIF (III)          |
| 13.04.2002 | Viksjöfors IF (VI)        | 0:5                   | Sandvikens IF (III)           |
| 14.04.2002 | Lucksta IF (IV)           | 1:1 n. V. (4:2 i. E.) | Östersunds FK (III)           |
| 14.04.2002 | Morön BK (IV)             | 0:2                   | Bodens BK (III)               |
| 14.04.2002 | Krylbo IF (VI)            | 2:1                   | Tillberga IK (VI)             |
| 14.04.2002 | Värtans IK (III)          | 1:3                   | Eskilstuna City FK (III)      |
| 14.04.2002 | BK Zeros (V)              | 1:1 n. V. (5:3 i. E.) | IFK Ölme (III)                |
| 14.04.2002 | Bankeryds SK (VI)         | 0:2                   | Ytterby IS (III)              |
| 14.04.2002 | IFK Tumbas FK (V)         | 1:2                   | Spårvägens FF (III)           |
| 14.04.2002 | IF Vindhemspojkarna (III) | 2:3                   | Väsby IK (III)                |
| 14.04.2002 | Östra Ryds IF (VII)       | 1:2                   | Målilla GoIF (V)              |
| 14.04.2002 | Vivalla-Lundby IF (V)     | 0:4                   | Carlstad United BK (IV)       |
| 14.04.2002 | Visby IF Gute (III)       | 0:4                   | IF Brommapojkarna (III)       |
| 14.04.2002 | Svendala IF (IV)          | 3:4                   | Ängelholms FF (III)           |

## 2. Runde
Teilnehmer: Die 34 Sieger der 1. Runde und alle Mannschaften der Allsvenskan 2001 und der Superettan 2001.
| Datum      |                           | Ergebnis              |                         |
| ---------- | ------------------------- | --------------------- | ----------------------- |
| 23.04.2002 | Sandvikens IF (III)       | 2:1                   | Trelleborgs FF (II)     |
| 24.04.2002 | IFK Motala (V)            | 0:7                   | Djurgårdens IF (I)      |
| 24.04.2002 | IFK Hässleholm (IV)       | 0:0 n. V. (3:4 i. E.) | GIF Sundsvall (I)       |
| 25.04.2002 | Gunnilse IS (III)         | 0:1                   | IFK Norrköping (I)      |
| 25.04.2002 | Bunkeflo IF (V)           | 3:0                   | Umeå FC (II)            |
| 25.04.2002 | Krylbo IF (VI)            | 1:5                   | IFK Malmö (II)          |
| 25.04.2002 | Snöstorp Nyhem FF (V)     | 1:4                   | Hammarby IF (I)         |
| 25.04.2002 | Husqvarna FF (III)        | 2:5                   | IK Brage (II)           |
| 25.04.2002 | Melleruds IF (V)          | 2:3 n. GG.            | Assyriska FF (II)       |
| 25.04.2002 | BK Forward (III)          | 1:3                   | FC Café Opera (II)      |
| 25.04.2002 | Oskarström IS (VI)        | 0:6                   | Örgryte IS (I)          |
| 25.04.2002 | IF Brommapojkarna (III)   | 0:1                   | Helsingborgs IF (I)     |
| 25.04.2002 | Eskilstuna City FK (III)  | 4:5                   | Västerås SK (II)        |
| 25.04.2002 | Ängelholms FF (III)       | 2:0                   | Gefle IF (II)           |
| 25.04.2002 | Myresjö IF (V)            | 2:1                   | Västra Frölunda IF (II) |
| 25.04.2002 | Skiljebo SK (IV)          | 2:1                   | BK Häcken (I)           |
| 25.04.2002 | Ytterby IS (III)          | 1:4                   | Östers IF (II)          |
| 25.04.2002 | Stavstens IF (VI)         | 1:3                   | Motala AIF (II)         |
| 25.04.2002 | Friska Viljor FC (III)    | 2:2 n. V. (3:4 i. E.) | Malmö FF (I)            |
| 25.04.2002 | Degerfors IF (III)        | 3:1                   | IF Sylvia (II)          |
| 25.04.2002 | Målilla GoIF (VII)        | 1:6                   | Gerdskens BK (IV)       |
| 25.04.2002 | Syrianska FC (III)        | 4:1                   | Enköpings SK (II)       |
| 25.04.2002 | Gamla Upsala SK (IV)      | 0:2                   | Mjällby AIF (II)        |
| 25.04.2002 | BK Zeros (V)              | 0:2                   | Kalmar FF (II)          |
| 25.04.2002 | Lucksta IF (IV)           | 0:4                   | IF Elfsborg (I)         |
| 25.04.2002 | Väsby IK (III)            | 2:1 n. GG.            | GAIS Göteborg (II)      |
| 25.04.2002 | Tidaholms GoIF (III)      | 4:2                   | Landskrona BoIS (II)    |
| 25.04.2002 | Bodens BK (III)           | 2:3                   | AIK Solna (I)           |
| 25.04.2002 | Spårvägens FF (III)       | 1:4                   | Halmstads BK (I)        |
| 25.04.2002 | IK Oddevold (IV)          | 0:4                   | Örebro SK (I)           |
| 25.04.2002 | Vasalunds/Essinge IF (IV) | 2:0                   | Lundens AIS (IV)        |
| 04.05.2002 | Carlstad United BK (IV)   | 0:1                   | IFK Göteborg (I)        |

## 3. Runde
| Datum      |                     | Ergebnis   |                           |
| ---------- | ------------------- | ---------- | ------------------------- |
| 07.05.2002 | Djurgårdens IF (I)  | 1:0        | Sandvikens IF (III)       |
| 08.05.2002 | Östers IF (II)      | 1:3        | Degerfors IF (III)        |
| 09.05.2002 | GIF Sundsvall (I)   | 3:2        | Tidaholms GoIF (III)      |
| 09.05.2002 | Väsby IK (III)      | 3:1        | Skiljebo SK (IV)          |
| 09.05.2002 | Assyriska FF (II)   | 1:3        | IFK Malmö (II)            |
| 09.05.2002 | Gerdskens BK (IV)   | 1:5        | Örebro SK (I)             |
| 09.05.2002 | Hammarby IF (I)     | 3:1        | Halmstads BK (I)          |
| 09.05.2002 | IK Brage (II)       | 1:2        | Myresjö IF (V)            |
| 09.05.2002 | Mjällby AIF (II)    | 0:2        | Ängelholms FF (III)       |
| 09.05.2002 | Bunkeflo IF (V)     | 3:2 n. GG. | Vasalunds/Essinge IF (IV) |
| 09.05.2002 | Kalmar FF (II)      | 1:2        | IF Elfsborg (I)           |
| 09.05.2002 | AIK Solna (I)       | 4:0        | Motala AIF (V)            |
| 16.05.2002 | Helsingborgs IF (I) | 0:3        | Malmö FF (I)              |
| 16.05.2002 | IFK Norrköping (I)  | 0:5        | Västerås SK (II)          |
| 16.05.2002 | Örgryte IS (I)      | 4:0        | FC Café Opera (II)        |
| 17.05.2002 | IFK Göteborg (I)    | 4:1        | Syrianska FC (III)        |

## Achtelfinale
| Datum      |                     | Ergebnis              |                    |
| ---------- | ------------------- | --------------------- | ------------------ |
| 26.06.2002 | Degerfors IF (III)  | 0:2                   | AIK Solna (I)      |
| 26.06.2002 | Myresjö IF (V)      | 3:4 n. GG.            | Malmö FF (I)       |
| 26.06.2002 | Ängelholms FF (III) | 0:0 n. V. (1:3 i. E.) | Väsby IK (III)     |
| 26.06.2002 | Örebro SK (I)       | 5:2                   | GIF Sundsvall (I)  |
| 26.06.2002 | IFK Göteborg (I)    | 5:0                   | Bunkeflo IF (V)    |
| 27.06.2002 | IF Elfsborg (I)     | 3:1                   | Västerås SK (II)   |
| 27.06.2002 | IFK Malmö (II)      | 1:5                   | Djurgårdens IF (I) |
| 27.06.2002 | Örgryte IS (I)      | 2:3 n. GG.            | Hammarby IF (I)    |

## Viertelfinale
| Datum      |                    | Ergebnis              |                  |
| ---------- | ------------------ | --------------------- | ---------------- |
| 18.07.2002 | AIK Solna (I)      | 2:0                   | Hammarby IF (I)  |
| 18.07.2002 | Malmö FF (I)       | 4:2                   | Örebro SK (I)    |
| 19.07.2002 | Djurgårdens IF (I) | 3:2 n. GG.            | Väsby IK (III)   |
| 26.07.2002 | IF Elfsborg (I)    | 1:1 n. V. (4:3 i. E.) | IFK Göteborg (I) |

## Halbfinale
| Datum      |                    | Ergebnis |               |
| ---------- | ------------------ | -------- | ------------- |
| 26.09.2002 | IF Elfsborg (I)    | 0:1      | AIK Solna (I) |
| 26.09.2002 | Djurgårdens IF (I) | 4:0      | Malmö FF (I)  |

## Finale
| Paarung        | AIK Solna – Djurgårdens IF |
| Ergebnis       | 0:1 n. V. |
| Datum          | 9. November 2002 |
| Stadion        | Råsundastadion, Solna |
| Zuschauer      | 33.727 |
| Schiedsrichter | Martin Ingvarsson |
| Tore           | 0:1 Louay Chanko (99.) |
| AIK Solna      | Daniel Andersson – Karl Corneliusson, Benjamin Kibebe, Per Nilsson, Jimmy Tamandi – Daniel Tjernström, Krister Nordin, Stefan Ishizaki – Mats Rubarth (54. Martin Åslund), Andreas Andersson, Daniel Hoch Cheftrainer: Dušan Uhrin ( Tschechien)             |
| Djurgårdens IF | Andreas Isaksson – Patrik Eriksson-Ohlsson, Markus Karlsson , Mikael Dorsin, Niclas Rasck, Samuel Wowoah (68. Louay Chanko) – Andreas Johansson, Kim Källström, Stefan Rehn – Babis Stefanidis (82. René Makondele), Johan Elmander Cheftrainer: Zoran Lukić |
| Gelbe Karten   | Rubarth (9.), Andreas Andersson (15.), Kibebe (28.), Nordin (36.) – Wowoah (36.), Rasck (48.), Eriksson-Ohlsson (71.) |